# Patimat Bagomedova
Patimat Bagomedova (née le 6 août 1993) est une lutteuse azerbaïdjanaise.

## Palmarès

### Jeux olympiques de la jeunesse
- Médaille d'or en catégorie des moins de 52 kg  aux Jeux olympiques de la jeunesse d'été de 2010 à Singapour

### Championnats du monde
- Médaille de bronze en catégorie des moins de 51 kg en 2011 à Istanbul

### Championnats d'Europe
- Médaille de bronze en catégorie des moins de 48 kg en 2013 à Tbilissi

### Universiade
- Médaille d'argent en catégorie des moins de 48 kg en 2013 à Kazan